# Боке, Джеф
Джеф Боке (англ. Jef D. Boeke, род. 15 февраля 1954) — американский генетик, член Американской академии искусств и наук и Национальной академии наук США.
Получил степень бакалавра биохимии в 1976 году в Боудин-колледже, где вступил в общество общество Phi Beta Kappa. Получил докторскую степень Ph.D. по молекулярной биологии в Рокфеллеровском университете в 1982.
Будучи постдоком, работал в Институте Уайтхэда Массачусетского технологического института с Джеральдом Финком.
C 1986 to 2014 был преподавателем в Школе медицины Джонса Хопкинса.
Прежде всего известен своими новаторскими фундаментальными генетическими и биохимическими работами по пониманию механизмов транспозиции ДНК. Ввёл термин ретротранспозоны.
Впоследствии возглавил международную рабочую группу по созданию синтетической версии полного генома пекарских дрожжей Saccharomyces cerevisiae, которая известна под рабочим названием Sc2.0.